# 圆齿瓦韦
圆齿瓦韦（学名：Lepisorus sinuatus）为水龙骨科瓦韦属下的一个种。

## 扩展阅读
維基物種上的相關：圆齿瓦韦